# Titokvölgy
Titokvölgy (ukránul: Тітківці) falu Ukrajnában, Kárpátalján, a Huszti járásban.

## Fekvése
Ökörmezőtől északkeletre fekvő település.

## Nevének eredete
A Titkovec helységnév ruszin víznévi eredetű (1863–1864: Дитковецъ потокъ). A pataknév bizonytalan etimológiájú, a ruszin-ukrán тіткa ’nagynéni, fiatal nő’ főnévvel való kapcsolata kevésbé valószínű (СУМ. 10: 150). Elképzelhető személynévi származtatása is (ukrán Титко családnév, [1787:Tytko] (Чучка 2005: 552), orosz Титьковъ személynév (Tupikov 782), amihez -ovec képző kapcsolódik. A magyar Titokvölgy tudatos névmagyarosítás eredménye, a ruszin névből keletkezett hasonló hangzás alapján 1904-ben (Lelkes 67).

## Története
Nevét 1828-ban Titkovecz néven említették először. Későbbi névváltozatai: 1850 körül Ditkovitz, 1851-ben Titkovecz, 1852-ben Ditkovicz, 1853-ban Ditkovitz, 1882-ben Titkovecz (hnt.), 1898-ban Titkovec, 1907-ben és 1913-ban Titokvölgy, 1944-ben Titkovec, Титковец, 1983-ban  Тітківці, Титковцы (Zo).
A település Pereszlő külterületi lakott helye volt, 2020-ig közigazgatásilag is hozzá tartozott.